# 黛西·朱加黛·納帕爾賈里
黛西·朱加黛·纳帕爾賈里（Daisy Jugadai Napaltjarri，约1955年—2008年），澳大利亚的西部沙漠地区一个使用賓土比-魯利賈語的原住民艺术家，姐姐是艺术家莫莉·朱加黛·纳帕爾賈里。朱加黛居住在哈斯特布拉夫并在此绘画。她在这里发挥了重要作用，包括建立了有许多地区的艺术家工作的伊昆吉妇女中心（Ikuntji Women's Centre）。
受到赫尔曼斯堡学派的影响，朱加黛的画作皆帶有名為“夢創”的特色，一種體現她與土地間複雜的靈性智慧以及情感連結的原住民文化精神。这些画作同时也反映了她对植被与环境结构入微的观察。朱加黛的作品在1993年到2001年期间五次入选全國原住民與托雷斯海峽島民藝術獎展览，并于2000年获得该奖项的冠军。其绘画多作重要館藏藏於維多利亞國立美術館、澳洲國立美術館以及北領地博物館暨美術館中。

## 生活

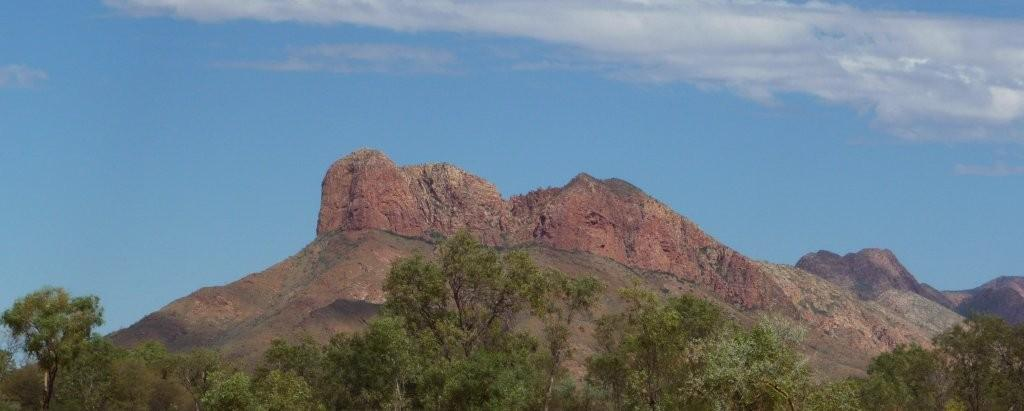
哈斯茨崖是黛西·朱加黛的出生地

黛西·朱加黛大约在1955年出生于哈斯茨崖的北领地，是艺术家Narputta Nangala和蒂米·贾加黛的女儿。 出生年份的不确定是因为澳洲原住民会使用与非土著澳人不同的时间概念来计算，他们经常会通过与其他事件发生时间前后的比较来估算日期。
位於帕普尼亞和哈斯特布拉夫的原住民會使用一种名為賓土比-魯利賈語的賓土比語方言，属西澳沙漠语群。“納帕爾賈里”（Napaltjarri，西澳沙漠语言）或作“納帕利亞里”（Napaljarri，瓦爾皮利語）是澳洲中部原住民用来區分親屬制度中十六個氏族之一的膚名。这些名称會定調亲属之間的親緣关系，而影响伴侣的首选對象，并且可能會与特定图腾作聯繫。尽管它们可以用作稱呼用语，但以欧洲人的角度它们仍不被視為姓氏。  因此，“黛西·朱加黛”才是這位艺術家屬於本名的部分。 
朱加黛的童年时光是在哈斯茨崖和附近的一个名为“五英里”的营地中度过的，她与凯利·穆尔塔（Kelly Multa）结婚，并育有一女，名为艾格尼丝。他们住在孔卡云蒂（Kungkayunti）的外站，凯利死后，黛西又搬回了哈斯茨崖。直到1990年代她才与一个埃尔科岛人再婚。再婚之后朱加黛会定期在阿纳姆地和哈斯茨崖之间旅行。朱加黛于2008年去世，她的葬礼在她出生地哈斯茨崖举行。 朱加黛的姐姐是艺术家莫莉·朱加黛·納帕爾賈里，还有另一个姐姐埃斯特，现已接替朱加黛的工作。

## 艺术
當代澳洲原住民藝術运动在1971年始于西澳沙漠，当时在长者们（如卡帕·贾姆皮金帕）的领导和傑佛瑞·巴頓老师的指導下，帕普尼亚的原住民开始学习作画。該场運动倡议使用丙烯酸涂料创作人体彩绘和设计地面雕塑，并迅速传播至澳大利亚中部的土著社区。尤其在1983年政府批准了澳大利亚中部的艺术计划后，传播速度大为加快。到80年代和90年代时，此类作品已开始在国际上展出。包括帕普尼亞圖拉艺术公司所有创始人在内的第一批艺术家都是男性，而且澳大利亚中部的男性对女性参与比较抵触。尽管如此，社区中的许多妇女仍希望参与进来。因此在90年代，许多妇女也开始创作画作。而在西澳沙漠的社区（如金托雷、勇多姆、巴尔戈和分站），人们开始专门为展览创作作品并販售。  
黛西·朱加黛来自一个画家家庭，家里的画家包括她的叔叔宇太·坦加拉和她的母亲。 她在帕普尼亞和哈斯特布拉夫求学期间学会了绘画，但她第一次做画家是为父亲所创造的照片做背景画。 来自“賓土比/魯里贾”语言小组的黛西·朱加黛是90年代初期依托伊昆吉妇女中心来绘画的艺术家之一。她为该中心的建立做出了很大贡献。朱加黛一开始做丝网印刷和切刀版画，但很快转向丙烯酸绘画，并在90年代中期创作了许多她最优秀的作品。诸如黛西·朱加黛之类的西澳沙漠畫家经常会绘制有个人责任或权利的特定的“梦創”。  梦创是一个比较复杂的概念，指的是与风景之间的靈性知识关系，还指人们必须在其社区中维护和复制的法律、规则或故事。  黛西·朱加黛在她的艺术作品中既描绘了她个人责任的艺术，又描绘了已故的丈夫和父亲的艺术。其中包括蜜蟻、菠菜和梦境。设置这些画作的地理位置包括穆伦吉水洞、塔拉巴迪以及她的家人居住多年的孔卡云蒂附近的其他地区。

### 事业
在整个90年代，黛西·朱加黛经常在爱丽丝泉的阿拉鲁恩艺术中心和其他大型展览中参加定期展览，例如1994年在堪培拉举办的澳大利亚传统艺术奖。 1993年表彰以两种形式发出，分别是：授予北领地妇女研究金 和由阿拉鲁恩艺术中心购买的其年度艺术奖中展示的作品。 在朱加黛的社区中，她既是管理员又是艺术家。黛西是伊昆吉妇女中心的成员，也是伊昆吉社区委员会的代表。她是90年代初参与将艺术家玛丽娜·特罗斯基聘请为艺术中心协调员的游说人之一。  两位女士互相尊重：黛西的作品有一次和一群艺术家的作品皆被选中参加展览。这场展览在1999–2000两年在澳大利亚地区的公共画廊伊昆吉巡展，由艺术中心的协调员玛丽娜·斯特罗基筹划，曾在几年前哈斯特斯布鲁夫的伊昆吉中心被首次提出。 
黛西·朱加黛的作品被维多利亚国家美术馆、澳大利亚国家美术馆和北領地博物館暨美術館收藏。 它们也正在被私人收藏，例如南加拉（也称为埃比斯收藏）以及伊迪斯科文大学。 她于1993年首次参加评选美国国家原住民和托雷斯海峡岛民艺术奖，包括1995、1998和2001年曾多次入围决赛， 并曾于2000年获得冠军。  她1994年的获奖作品《雨后的小溪》现属于北领地博物馆和美术馆。 她的作品还与其他土著艺术家（如于1996年完成墨尔本国际机场航站楼的格洛丽亚·佩蒂亚尔）一起展出。 1998年《 五英里》左右所作的《安提提》，曾被作为《澳大利亚医学杂志》的封面。  

### 风格
黛西·朱加黛是伊昆吉的一个艺术家，曾在一个画架上工作。 她的画曾引用《赫尔曼斯堡学校》，这是一群土著艺术家（包括阿尔伯特·纳马吉拉）的作品。阿尔伯特·纳马吉拉从1930年代开始在赫尔曼斯堡传教团绘画。《记忆与五里溪》（1995）代表了她童年时代的祖国。它显示的是该地区的丘陵，而不是平面图，并且展示了该国典型的植被范围。 策展人玛丽娜·斯特罗基注意到黛西·朱加黛的画作反映出了对植被和环境复杂结构的密切观察，表示其“痴迷于细节”以及“致力于描绘该地区的所有灌木丛”。 朱加黛用修剪过的刷子仔细地为植被涂漆，细致地使用涂料（例如花粉）渲染火柴梗。 云永远是最后一道工序。尽管热衷于细节，但黛西更喜欢画大型画布。《记忆与五里溪》被维多利亚国家美术馆2004-05年度的展览“ 1984年土著艺术展”展出，评论家米里亚姆·科西奇注意到它的“天真魅力”，同时也提醒人们像其他作品一样注意该作品的名称及其寓意。更明确地说她是那个时代的政治画家，“她也谈论暴力剥夺”。 
艺术家曼迪·马丁参加了2005年与哈斯特斯布拉夫地区的几位画家的合作，他认为黛西的“布什塔克渲染”是通过“风格鲜明但令人眼花缭乱的个人语言”实现的。 作家兼评论家莫拉格·弗雷泽将黛西的作品描述为“非凡的”，并观察到黛西的绘画中“自然被完全内在化，其表现是如此地不受抑制”。  她在社区中是一位杰出的艺术家，她的去世同继任者们艺术表现形式的蓬勃发展相符。 